# 布拉什島

布拉什島（英語：Brash Island），是南極洲的島嶼，位於葛拉漢地，處於達爾文島西北面9公里，屬於茹安維爾群島的一部分，現時由南極條約體系管理。